# Emberek (Star Trek)
Az ember a Star Trek-univerzumban egyike a legbefolyásosabb és legfontosabb fajoknak az Alfa kvadránsban.
Az emberek a Földről, a Sol rendszerből származnak. A bolygó korai történelme több okból figyelemre méltó volt – legfőképp a kapcsolatba lépett idegenek számában. 2063-ban történt az első hivatalos kapcsolatfelvétel más fajokkal. Ebben az időben a Föld egy nagy nukleáris háború következményeitől szenvedett, gyakorlatilag a mélyponton volt. A Zefram Cochrane alatt dolgozó tudósok a fénysebességnél gyorsabb utazás lehetőségét kutatták, mikor a háború kitört. A megvetés és az alacsony életszínvonal hajtotta őket a munkában, és 2063-ban készen álltak, hogy felbocsássák a Phoenixet.
Cochrane repülése felkeltette egy vulkáni kutatóhajó figyelmét, ami a rendszerben tartózkodott; ezután leküldtek egy kompot, hogy kapcsolatot teremtsen a Phoenix építőivel. A felfedezés, hogy nincsenek egyedül az univerzumban, megrázta az emberiséget, és összehozta a Föld népeit.
Mint a térhajtóművel rendelkező fajok egyike, az emberiség lett az egyik legnagyobb felfedező a csillagközi kereskedelemben, ami 25 évig az emberek által épített űrhajók monopóliuma volt, éltető jövedelmet hozva a háború sújtotta bolygónak az újjáépítéshez. A Földet ez gazdasági óriássá változtatta. 2113-ra a nyomor, éhínség, a háború teljesen eltűnt a bolygóról (az orvostudomány fejlődésének köszönhetően a betegségek nagy része is), és az emberiesség lett a fő erény. Létrejött egy kisebb emberi űrflotta, amely megkezdte az Univerzum távoli részeinek felfedezését. Eközben a Föld a Vulkán gyámkodása alá került, a vulkániak, akik elsőként fedezték fel az emberiséget mint űrfajt, tanácsaikkal segítették őket, ugyanakkor akadályozták az űrtechnológiai kutatásokat, mivel úgy látták, az emberek még nem állnak készen az űrbe való kilépésre. Néhány kósza szóbeszéd szerint a vulkániak nehezteltek az emberiségre, hiszen alig száz teljes év alatt olyan civilizációt építettek egy háborúzó világból, melyre ők maguk csak ennek az időnek többszöröse alatt voltak képesek. Ennek a helyzetnek Jonathan Archer, az első Enterprise nevű űrhajó kapitánya és legénysége vetett véget, akik számos konfliktusban (legfontosabbak a vulkáni-andoriai villongások, ill. a xindik támadása) bizonyították, ha nem is a vulkániaknak, de a környező fajoknak, hogy az emberek képesek felelősen gondolkodni és a csillagközi konfliktusokat kezelni. A vulkániak, az andoriaiak, a tellariták és az emberek végül egy bolygóközi együttműködési egyezményt írtak alá, ami megvetette a későbbi Bolygók Egyesült Föderációja alapjait. 
Az elkövetkező 45 évben az emberiség folytatta a kolóniák hálózatának kiépítését az Alfa kvadráns jelentős részében. Végül 2158-ban felfedezték a Romulán Csillagbirodalmat; a két hatalom harcolt egy rövid ideig, majd a heves háború 2160-ban véget ért, ekkor ütközőzónaként létrehozták a Romulán Semleges Zónát.
A romulán háború bebizonyította az emberiségnek, hogy a nagyobb stabilitás érdekében szövetkezniük kell más fajokkal és meg kell előzni a jövőbeli konfliktusokat. 2161-ben az emberek, a vulkániak és még két másik faj aláírták a Föderáció alkotmányát, létrehozva ezzel az Bolygók Egyesült Föderációját. Bár a Föderáció a fajok közti együttműködést jelentette, az emberek mindig az egyik legmeghatározóbb faj maradtak benne.
Fizikálisan az emberek szimmetrikus felépítésűek, kétlábúak, hajuk és bőrük egyénenként változó. Mint a legtöbb fajnál, az embereknél is külön megtalálható mindkét nem, nő és férfi. Egyéb tekintetben az emberek az Alfa kvadránsbeli átlaghoz tartoznak.